# Путятин, Василий Петрович

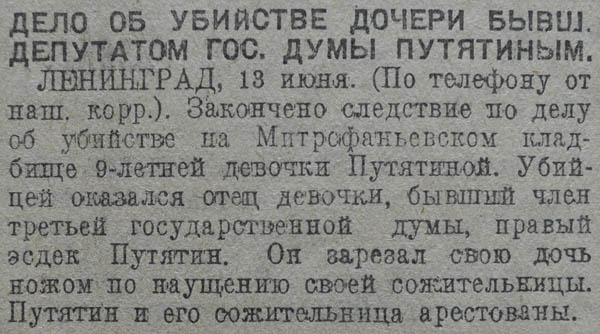
Газетная вырезка от 13 июня 1925 об обвинении В. П. Путятина в убийстве 9-летней дочери.

Василий Петрович Путятин (1878 — после 1925) — чертёжник,  член РСДРП(м), депутат Государственной думы III созыва от Вятской губернии.

## Биография
Русский, православный. Из семьи заводских крестьян Пудемского железоделательного завода в Глазовском уезде Вятской губернии. Выпускник уездного училища. Служил в армии младшим унтер-офицером понтонного батальона. Чертёжник на Пудемском заводе с жалованьем 300 рублей в месяц. Состоял в РСДРП. Занимался земледелием на 3 десятинах надельной земли. На момент выборов в Думу (1907) оставался холостым.
14 октября 1907 года избран в Государственной думы III созыва от общего состава выборщиков Вятской губернии. Вошёл в состав социал-демократической фракции, примыкал к её меньшевистскому крылу. Член думской комиссии по запросам.  Поставил свою подпись под законопроектами:  «Об упразднении в Белоруссии остатков чиншевого владения», «Об отмене смертной казни». Как 18 июня 1908 сообщал в своём донесении Глазовский уездный исправник, член Государственной Думы Путятин, приехав на родину на праздник Святой Пасхи, всё время пьянствовал и позволял себе вращаться среди толпы у  пивных ларьков, а в один вечер вместе с начальником Пудемского почтового отделения Банниковым и его женой выпил 5 ведер пива, после чего заболел.
В 1925 году в центральных газетах появилось сообщение, что В. П. Путятин подозревается в убийстве по наущению сожительницы своей девятилетней дочери на Митрофаньевском кладбище в городе Ленинграде.  
Дальнейшая судьба и дата смерти неизвестны.

## Семья
- Жена  — ?
  - Дочь — ? (1916—1925)

### Архивы
- Российский государственный исторический архив. Фонд 1278, Опись 9. Дело 650.